# QQ
QQ — сервіс миттєвого обміну повідомленням, а також однойменна програма-клієнт, розроблена китайською компанією Tencent.
Підтримується телекомунікаційною компанією Tencent.
QQ пропонує послуги, такі як онлайн-ігри, музика, покупки, мікроблогінг, фільми та програмне забезпечення для групового та голосового чату. Станом на березень 2023 року щомісячно було 597 мільйонів активних облікових записів QQ.

## Історія
Tencent QQ був вперше випущений у Китаї в лютому 1999 року під назвою OICQ («Відкритий ICQ», посилання на ранню службу обміну миттєвими повідомленнями ICQ).
Після загрози позову про порушення прав на торговельну марку з боку ICQ, що належить AOL, назву продукту було змінено на QQ (з «Q» і «QQ» використовувалися для означення «милий»). Програмне забезпечення успадкувало існуючі функції від ICQ і додаткові функції, такі як зображення людей і смайли. QQ спочатку був випущений як «мережевий пейджинговий» сервіс зв’язку в реальному часі. Пізніше були додані інші функції, такі як чати, ігри, особисті аватари (схожі на «Meego» в MSN), онлайн-сховище та служби знайомств в Інтернеті.
Офіційний клієнт працює під керуванням Microsoft Windows, а публічна бета-версія була запущена для Mac OS X версії 10.4.9 або новішої. Раніше було доступно дві веб-версії, WebQQ (повна версія) і WebQQ Mini (спрощена версія), які використовували Ajax. Однак розробка, підтримка та доступність WebQQ Mini з тих пір припинено. 31 липня 2008 року Tencent випустила офіційний клієнт для Linux, але він не був сумісний із версією Windows і не підтримує голосовий чат.
У відповідь на конкуренцію з іншими месенджерами, такими як Windows Live Messenger, Tencent випустив Tencent Messenger, який призначений для бізнесу.
Tencent QQ тримає рекорд у Книзі рекордів Гіннеса за найбільшою кількістю одночасних онлайн-користувачів у програмі обміну миттєвими повідомленнями з 210,212,085 користувачів онлайн на 3 липня 2014 року.

## QQ Coin (Внутрішня віртуальна валюта)
QQ Coin — це віртуальна валюта, яка використовується користувачами QQ для «купівлі» предметів, пов’язаних з QQ, для своїх аватарів і блогів. Монети QQ можна отримати шляхом покупки (одна монета за один юань) або за допомогою мобільного телефону. Через популярність QQ серед молоді в Китаї, монети QQ приймаються онлайн-продавцями в обмін на «справжні» товари, такі як невеликі подарунки. Це викликало занепокоєння щодо заміни (і, таким чином, «мікро інфляції») реальної валюти в цих транзакціях.
Народний банк Китаю, центральний банк Китаю, намагався придушити монети QQ через те, що люди використовували монети QQ в обмін на реальні товари. Однак це тільки призвело до зростання вартості монет QQ, оскільки все більше і більше сторонніх постачальників почали їх приймати. Tencent стверджує, що QQ Coin є звичайним товаром і, отже, не є валютою.

## Використання
Згідно з фінансовими звітами Tencent за березень 2008 року, у QQ приблизно 317,9 мільйонів активних користувачів, з яких десь 160 мільйонів з Китаю. Одначе позаяк деякі користувачі використовують два і більше акаунтів, ці підрахунки суперечливі.

## QQ International

### Windows
У 2009 році QQ почала розширювати свої послуги на міжнародному рівні за допомогою клієнта QQ International для Windows, який поширювався через спеціальний англомовний портал. QQ International пропонує тим, хто не розмовляє китайською мовою, можливість використовувати більшість функцій свого китайського колеги, щоб зв’язуватися з іншими користувачами QQ через чат, VoIP і відеодзвінки, а також надає інтерфейс немандаринської мови для доступу до Qzone, соціальної мережі Tencent. мережі. Клієнт підтримує англійську, французьку, іспанську, німецьку, корейську, японську та традиційну китайську мови.
Однією з головних особливостей QQ International є додатковий автоматичний переклад у всіх чатах.

### Android
Версія QQ International для Android була випущена у вересні 2013 року. Інтерфейс клієнта доступний англійською, французькою, іспанською, німецькою, корейською, японською та традиційною китайською мовами. Окрім текстових повідомлень, користувачі можуть надсилати один одному зображення, відео та аудіо медіа-повідомлення. Крім того, користувачі можуть ділитися мультимедійним вмістом з усіма контактами через інтерфейс Qzone клієнта.
Функція живого перекладу доступна для всіх вхідних повідомлень і підтримує до 18 мов.

### iOS
QQ International для пристроїв iPhone та iOS був випущений наприкінці 2013 року, повністю еквівалентний аналогу Android.

### Партнерські відносини
В Індії Tencent співпрацює з ibibo, аби надати такі послуги, як чат, пошта та ігри, в індійську інтернет-сферу, що розвивається.
У В’єтнамі Tencent уклав угоду з VinaGame про надання порталу QQ Casual Gaming, а також QQ Messenger як доповнення до вже процвітаючих в’єтнамських ігрових спільнот.
У Сполучених Штатах Tencent співпрацює з AOL, щоб вивести QQ Games як конкурента на ринку соціальних ігор США. Запущена в 2007 році QQ Games постачалася в комплекті з інсталятором AIM і конкурувала з власним games.com AOL`у, аби забезпечити ігровий досвід для бази користувачів AIM.

## Безпека
6 березня 2015 року QQ набрав 2 із 7 балів у системі оцінки безпечного обміну повідомленнями Electronic Frontier Foundation. Він отримав бали за те, що комунікації були зашифровані під час передачі, а також за нещодавній незалежний аудит безпеки. Він втратив бали, оскільки зв’язок не шифрується наскрізно, користувачі не можуть перевірити особи контактів, минулі повідомлення не захищені, якщо ключі шифрування викрадено (тобто служба не забезпечує пряму секретність), код не відкритий на незалежну перевірку (тобто код не є відкритим вихідним кодом), а дизайн безпеки належним чином не задокументований.

## Критика
Багато користувачів скаржаться, що QQ надає все менше і менше безкоштовних послуг та з'являється усе більша кількість рекламних банерів.

### Adware
Через часту появу в QQ рекламних повідомлень і процесів, що пов'язані з рекламою, програму було затавровано як adware багатьма антивірусами.

### Фільтрація повідомлень
В серпні 2004 року сервіс «QQ ігри» став фільтрувати такі слова як «钓鱼岛» («Острови Сенкаку») та «保钓» («Рух на захист Сенкаку»). Цей акт викликав великі дебати, і відтоді Tencent зняли фільтр.

### Плагіат
Як і більшість клієнтів для обміну швидкими повідомленнями, Tencent QQ скопіював особливості своїх конкурентів. Інтерфейс першої версії месенджера Tencent був майже ідентичний ICQ, але з розвитком програма ставала все більш схожою на Windows Live Messenger.

### Недоліки
Баґи та помилки у англійській версії
Останнім часом, через помилки на сайті, відсутня можливість видаляти власну групу. Кодове число, яке необхідне для завершення видалення групи на сайті постійно приймається як помилкове. Через це, учасник, який створює групу, згодом не може її видалити. Крім того, в наш час[коли?] неможливо перенести права модератора на іншого користувача, щоб потім вийти з групи.

### Цікаві факти
У старих версій QQ спостерігався характерний для багатьом програм баґ. Якщо на комп'ютері користувача було встановлено не китайську операційну систему, то під час введення або прийому повідомлень, програма часто автоматично закривалася (краш). В останні роки (2008—2009), можливо через зростаючу кількість скарг іноземних користувачів баґ було усунуто. Крім того, програма була більш якісно перекладена на англійську мову.

## Альтернативні клієнти
Протокол QQ був ретельно досліджений методами зворотної розробки, що дозволило включити його підтримку в низці багатопротокольних IM-клієнтів. Варто відзначити, що більшість цих клієнтів — програми з відкритим вихідним кодом, завдяки чому багато хто вважає їх більш безпечними і функціональними, ніж офіційний клієнт; до того ж вони ігнорують рекламу. Зворотним боком альтернативних клієнтів є відсутність гарантій їх працездатності у разі, якщо Tencent внесе ті чи інші зміни в протокол QQ (з аналогічною проблемою іноді стикаються користувачі альтернативних клієнтів ICQ).
Сьогодні роботу в мережі QQ підтримують:
- Adium — мультипротокольний клієнт з відкритим кодом для Mac OS X,
- Miranda IM — мультипротокольний клієнт з відкритим кодом для Microsoft Windows (з плаґіном MirandaQQ2),
- Pidgin — багатоплатформний мультипротокольний клієнт з відкритим кодом,
- Empathy — клієнт у графічному середовищі GNOME.